# Шадрино (Городецький район)
Шадрино (рос. Шадрино) — присілок в Городецькому районі Нижньогородської області Російської Федерації.
Населення становить 450 осіб. Входить до складу муніципального утворення Бриляковська сільрада.

## Історія
Від 2009 року входить до складу муніципального утворення Бриляковська сільрада.

## Населення
| 2002 | 2010 |
| ---- | ---- |
| 464  | ↘450 |